# Stevie Brown
Pour les articles homonymes, voir Brown.
(en) Statistiques sur pro-football-reference
Stevie Christopher Brown (né le 17 juillet 1987 à Dallas) est un joueur américain de football américain. Il joue actuellement avec les Giants de New York.

## Enfance
Brown fait ses études à la Columbus East High School de Columbus en Indiana où il est pendant quatre années titulaire avec l'équipe de son lycée. Il participe au U.S. Army All-American Bowl et le site Rivals.com (site spécialisé dans le football lycéen et universitaire), deuxième meilleur joueur de l'État de l'Indiana et septième au classement des safety dans tout le pays.  Les sites Scout.com et Rivals.com le classe quatre étoiles sur cinq.

## Carrière

### Université
Il entre à l'université du Michigan où il est nommé capitaine lors de sa dernière année en 2009. Il se démarque en équipe spéciale en faisant trente-et-un tacles en équipe spéciale et domine le classement des tacles des Wolverines en 2009 avec quatre-vingts.

### Professionnel
Stevie Brown est sélectionné au septième tour du draft de la NFL de 2010 par les Raiders d'Oakland au 251e choix. Le 22 juillet, il signe son contrat avec les Raiders. Il joue son premier match avec Oakland lors d'un match de pré-saison contre les Cowboys de Dallas où il intercepte une passe. Néanmoins, le 4 septembre, il est libéré par la franchise des noirs et blancs et le font intégrer l'équipe d'entrainement. Quelques jours plus tard, Brown revient en équipe active et fait ses premiers pas en professionnel le 19 septembre 2010 contre les Rams de Saint-Louis où il fait son premier tacle. Son année de rookie s'achève avec vingt-neuf tacles en quinze matchs dont un comme titulaire ainsi que deux passes déviées. Le 3 septembre 2011, les Raiders ne retiennent pas Brown dans l'équipe pour l'ouverture de la saison et est libéré.
Le lendemain, il signe avec les Panthers de la Caroline mais il ne reste que trois jours avant de quitter la franchise. Le 20 septembre, il signe avec les Colts d'Indianapolis avec qui il entre au cours de huit matchs. Il n'est pas conservé à l'issue de la saison et il signe le 2 avril 2012 avec les Giants de New York.